# Rick ten Voorde
Rick ten Voorde (Emmen, Países Baixos, 20 de junho de 1991) é um futebolista neerlandês que já jogou no NEC Nijmegen, da Holanda até meados de 2011, havendo jogado também pelo RKC Waalwijk, e atualmente é artilheiro do SC Paderborn, que disputa pela Segunda Divisão da Bundesliga, na temporada 2013-2014.